# 蕭鳳翱
蕭鳳翱（?—?），贵州都勻人，清朝政治人物、同進士出身。
乾隆三十七年（1772年）中式壬辰科進士，三甲八十五名，后事不詳。